# Okres Banská Bystrica
Okres Banská Bystrica je jedním z okresů Slovenska. Leží v Banskobystrickém kraji, v jeho severní části. Na severu hraničí s okresem Ružomberok, Martin a Turčianske Teplice, na jihu s okresy Zvolen a Žiar nad Hronom a na východě pak s okresem Brezno.